# Ewa Farna
Ewa Farna (nacida el 12 de agosto de 1993) es una cantante y actriz polaco-checa. Nació dentro de una familia polaca en Třinec, perteneciente a la minoría polaca en la República Checa.
Farna ha publicado dos álbumes de estudio con letras en el idioma checo, que ganaron disco de platino en la República Checa y fueron después regrabados y publicados en idioma polaco. Farna es la cantante más joven y comercialmente exitosa en la República Checa.

## Biografía
Ewa Farna nació el 12 de agosto de 1993 en Třinec, República Checa. Durante su infancia estudió en la Escuela Primaria Polaca en Vendryně (Wędrynia) y en la escuela de arte durante cinco años aprendió a tocar el piano y aprendió también danzas polacas. Farna atrajo la atención después de ganar varios concursos locales de talentos, tanto en la República Checa como en Polonia, entre 2004 y 2006. Después de ser descubierta por el productor Lešek Wronka, publicó su álbum debut Měls mě vůbec rád ("¿Me has amado alguna vez?") en 2006. A esto siguió su reconocimiento como "Revelación del Año 2006" en el "Český slavík" (también conocido como los premios Nightingale), que es el concurso musical más importante de la nación checa porque muestra la popularidad de los artistas.
Su segundo álbum Ticho ("Silencio" y se lee tijo), que alcanzó el segundo puesto en los Top Charts de la República Checa, y la versión polaca de su debut, bajo el título de Sam na Sam ("Estamos solos"), fueron publicados en el 2007. En Český Slavík Mattoni 2007 se quedó en el cuarto puesto.
Después hizo una gira al interior de la República Checa, denominada  Blíž ke hvězdám ("Alcanzar las estrellas"), en el 2008, la cual fue filmada para conformar un CD - DVD, que llegó a ser el álbum de mayores ventas en dicho país.  En Český Slavík 2008 ocupó aun el tercer puesto de bronce, con que se convirtió en la persona menor que nunca había logrado subir tan alto en estos premios.
A principios de 2009, la versión polaca de su segundo álbum fue publicada como Cicho (se lee chijo).
Luego vino "Virtuální" ("Virtual"), su quinto álbum, que fue publicado el 26 de octubre de 2009. Después, su tour "Bud' Virtuální" ("Sé virtual) agendado entre el 2009 y 2010, comenzando en República Checa (Brno, 3 de noviembre de 2009 - Praga, 6 de diciembre de 2009). Este tour debería haber continuado en Polonia y Eslovaquia, convirtiéndose así en su primera gira internacional, pero que, al fin, no fue hecho realidad. En Český Slavík siguió en el tercer puesto.
En noviembre de 2010 sacó su tercer disco de estudio polaco "Ewakuacja" ("Evacuación") que pronto se convirtió en plátinum y por cuyas canciones Ewa recibió muchos premios y que fue seguido con un tour por Polonia.
Ewa celebró su cumpleaños 18 en un gran estilo, con dos grandes conciertos, uno el 7 de septiembre de 2011 en Sosnowiec, Polonia y el segundo el 23 de septiembre en Brno, República Checa. Bailando con el grupo de baile Dance Station en dos canciones, sus invitados musicales (el grupo Afromental en Polonia y el grupo Toxique en la República Checa), un ilusionista checo, un dueto con su batería Lukáš Pavlík y show de fuego fue el proyecto más grande de su vida, hecho un CD-DVD en ambos países. También presentó su nuevo sencillo "Sama sobě" ("A mí misma") en el concierto checo. De nuevo fue tercera en Český Slavík. En el 2011 cantó la canción de Monster High e hizo un videoclip.
En mayo de 2012 aprobó el examen de salida del instituto polaco y el examen de entrada en la universidad de Warszawa, el Derecho, habiendo fallado el mismo examen en la Universidad Carolina en Praga.
El 22 de mayo de 2012 a eso de las 6 de la mañana Ewa tuvo un grave accidente de coche cerca de Vendryně. Se quedó con una conmoción celebral ligera y unas heridas superficiales. El cansancio de haber dormido mal durante unos días anteriores causaron que se durmió conduciendo. Sin embargo, por el 0,6 por mil del alcohol en su sangre va a perder su carné de conducir para, probablemente, dos años.
Desde agosto hasta noviembre de 2012 hizo su papel de entrenadora en el programa polaco de Bitwa o glosy (Lucha por votos). Su equipo de cantantes elegido por ella misma ocupó el segundo puesto. En otoño 2012 empezó a estudiar en dicha universidad de Warszawa.
En diciembre de 2012 se convirtió en miembra del jurado de Superstar checo-eslovaca donde hasta junio de 2013 atraía atención de medios de comunicación checos. En el mismo tiempo planeaba sacar su nuevo disco pero las preparaciones de éste han tardado el lanzamiento. 
Su nuevo disco polaco (W)Inna? estuvo estrenado el 21 de octubre de 2013. Desde junio le representa el primer sencillo Znak, desde el 18 de octubre el segundo de Ulubiona rzecz. La mutación checa sigue preparándose.

## Discografía y Chart

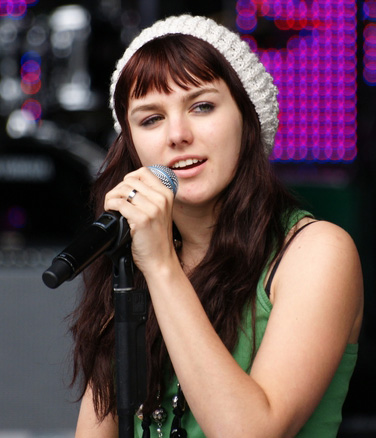
Ewa Farna en el Festival de Opole 2009 (Polonia)

### Álbumes
| Año  | Título              | Chart       | Chart       | Ventas & Certificación    |
| Año  | Título              | CZ Official | PL Official | Ventas & Certificación    |
| ---- | ------------------- | ----------- | ----------- | ------------------------- |
| 2006 | "Měls mě vůbec rád" | #3          |             | 25.000 copias (Platino)   |
| 2007 | "Ticho"             | #2          |             | 25.000 copias (Platino)   |
| 2007 | "Sam na Sam"        |             | -           | 15.000 copias (Oro)       |
| 2009 | "Cicho"             | #7          | #16         | 60.000 copias (2×Platino) |
| 2009 | "Virtuální"         | #3          |             | 25.000 copias (Platino)   |
| 2010 | "EWAkuacja"         | #8          | #7          | 30.000 copias (Platino)   |
| 2013 | "(W)Inna?"          | #1          | #7          | 15.000 copias (Oro)       |
| 2014 | "Leporelo"          | #11         |             |                           |

### Sencillos
| Año  | Título                                 | Álbum                  | Posiciones en Top Charts | Posiciones en Top Charts | Posiciones en Top Charts | Posiciones en Top Charts | Posiciones en Top Charts | Posiciones en Top Charts |
| Año  | Título                                 | Álbum                  | CZ Official              | CZ Airplay               | SK Official              | SK Airplay               | PL Official              | EU Official              |
| ---- | -------------------------------------- | ---------------------- | ------------------------ | ------------------------ | ------------------------ | ------------------------ | ------------------------ | ------------------------ |
| 2006 | "Měls mě vůbec rád"                    | Měls mě vůbec rád      | 3                        | 3                        | -                        | -                        | –                        | 134                      |
| 2007 | "Zapadlej krám"                        | Měls mě vůbec rád      | 7                        | 24                       | 32                       | 76                       | –                        | –                        |
| 2007 | "Ticho"                                | Ticho                  | 3                        | 15                       | 13                       | 35                       | –                        | –                        |
| 2007 | "La La Laj"                            | Ticho                  | 2                        | 8                        | 27                       | -                        | –                        | 199                      |
| 2007 | "Tam gdzie nie ma dróg"                | Sam na Sam             | -                        | -                        | -                        | -                        | 14                       | 112                      |
| 2008 | "Jaký to je"                           | Ticho                  | 2                        | 7                        | -                        | -                        | –                        | –                        |
| 2008 | "Oto ja" (featuring Kuba Molęda)       | Camp Rock (soundtrack) | -                        | -                        | -                        | -                        | –                        | –                        |
| 2009 | "Cicho"                                | Cicho                  | -                        | -                        | -                        | -                        | –                        | –                        |
| 2009 | "Dmuchawce, latawce, wiatr"            | Cicho                  | -                        | -                        | -                        | -                        | –                        | –                        |
| 2009 | "Touzím"                               | Virtualní              | -                        | -                        | -                        | -                        | –                        | –                        |
| 2009 | "Ty jsi král (in memoriam M. Jackson)" | Virtualní              | -                        | -                        | -                        | -                        | –                        | –                        |

## Reconocimientos y premios
2004
- 1.er lugar en el concurso regional de canto en Frýdek-Místek

2005
- 1.er lugar en el Festival de la Juventud Europea en Polonia

2006
- 1.er lugar en el concurso de canto de la televisión polaca:  "Szansa na sukces" ("Una oportunidad para el éxito")
- Český slavík: "Revelación del año"

2007
- El premio RGM a la Música de la TV Óčko: "Revelación del año“
- Álbum del Año: Disco Debut mejor vendido en 2006: Měls mě vůbec rád
- Rock&Pop Magazine: "Revelación del Año"
- Los premios Angel 2006: nominada para el premio "Revelación del Año"
- Disco de Platino para el álbum Měls mě vůbec rád con más de 20 mil copias vendidas
- Los premios infantiles Jetix: Mejor Solista
- Český slavík: 4.º lugar en la categoría Solista Femenina
- Disco de Platino para Ticho

2008
- Los premios Angel 2007: 3er lugar en la categoría Solista Femenina
- Los premios Týtý: 3er lugar en la categoría Solista Femenina
- Los premios infantiles Jetix: Solista Favorita
- Český slavík: 3er lugar en la categoría Solista Femenina
- El premio Srebrne Spinki otorgado por el Cónsul General de la República de Polonia en Ostrava por los éxitos musicales y por promover a la minoría polaca de Silesia.[7]

2009
- 1.er lugar en el Festival de Opole (Superjedynki), Polonia - Álbum del Año - Cicho[8]
- 1.er lugar en Sopot Hit Festival: Hit Polaco del Verano - "Cicho"[9]
- Álbum del Año: DVD mejor vendido: Blíž ke hvězdám
- Los premios Angel 2008: Nominada a Solista Femenina del Año
- Nominada a mejor cantante femenina como candidata de Polonia para los premios MTV europeos (MTV EMA)
- 1.er lugar en los premios Musiq1 Television, como mejor solista femenina (Eslovaquia)
- Český slavík: 3er lugar en la categoría Solista Femenina